# God's Silence, Devil's Temptation
God's Silence, Devil's Temptation je první album od lichtenštejnské gothic metalové kapely Elis.

## Seznam skladeb
1. For Such A Long Time – 4:30
2. Where You Belong – 4:05
3. Sie Erfasst Mein Herz – 4:32
4. Do You Believe – 4:12
5. Engel Der Nacht – 3:50
6. God's Silence – 4:41
7. Devil's Temptation – 4:48
8. Come To Me – 4:27
9. My Only Love – 4:19
10. Child – 4:57
11. Abendlied – 3:24